# Різанина в Левені
Різанина в Левені (також Левенська або Лувенська різанина) — масове вбивство та пограбування, яке вчинили війська Німеччини при нападі на бельгійське місто Левен (відоме також під французькою назвою Лувен). Різня є частиною серії подій, загальновідомих під назвою «Зґвалтування Бельгії», що відбувалися під час Першої світової війни. Протягом кількох днів грабунку та жорстокості 248 людей було вбито, а 1 500 було депортовано до Німеччини, де вони перебували в таборі Мюнстер до січня 1915 року. Бібліотека Левенського католицького університету була повністю знищена після того, як її підпалили окупаційні німецькі солдати, і 1 120 із 8 928 будинків у Левені були зруйновані таким самим чином.
Подія відома також тим, що преса широко застосувала до неї термін «Голокост».

## Прелюдія
Після вторгнення до Бельгії 4 серпня 1914 року німецькі війська чинили жорстокості, включаючи масові вбивства сотень мирних жителів у Льєжі, Арсхоті та Анденні. У вівторок, 18 серпня, бельгійська армія відступила з університетського міста Левен; вранці наступного дня, у середу, 19 серпня, німецькі війська — у тому числі піхота, артилерія, улани та кавалерія — увійшли до міста, не зустрівши опору з боку населення. Громадські лідери в Левені на початку серпня конфіскували приватну зброю, вважаючи, що індивідуальний опір є марним і спричинить німецькі репресії.

## Події
Близько 15 000 німецьких військ окупували місто, а з 19 по 22 серпня 1-ша німецька армія розмістила свій штаб у Левені. Німці взяли в заручники муніципальну адміністрацію, магістрати та Левенський університет і змусили мешканців тримати вхідні двері відчиненими, а вікна — освітленими всю ніч.
25 серпня, попри те, що німецькі війська не зустріли опору з боку населення, розпочалися масові вбивства. Початком було, ймовірно, те, що група німецьких солдатів, яка запанікувала через неправдиве повідомлення про великий наступ союзників у цьому районі, відкрила «дружній вогонь» по деяких німецьких військових.
У відповідь на це цивільних людей почали розстрілювати або заколювати багнетами, будинки підпалювали, а на деяких тілах були помітні сліди тортур. Багатьох убитих безладно скинули в рови та будівельні траншеї.
Близько 23:30 німецькі солдати вдерлися до бібліотеки університету (розташовану в суконних залах XIV століття), де зберігалися значні спеціальні колекції, включаючи середньовічні рукописи та книги, і підпалили її. Протягом десяти годин бібліотека та її колекція були практично знищені. Пожежа тривала кілька днів. Ректора Американського коледжу Лувена врятував Бренд Вітлок, посол США, що записав розповідь ректора про «вбивство, хтивість, грабіж, пожежі, розграбування, евакуацію та знищення міста», а також про навмисне спалення бібліотечних інкунабул. Підпал бібліотеки Левенського університету спричинив знищення понад 230 000 книг, у тому числі 750 середньовічних рукописів. Також були знищені особисті бібліотеки та папери нотаріусів, повірених, суддів, професорів, лікарів.
Вбивства та інші акти жорстокості відбувалися протягом наступної ночі та дня. Наступного дня німецька артилерія випустила по місту п'ять залпів. Місто було повністю пограбоване, багато німецьких офіцерів і солдатів брали участь у масовому грабуванні грошей, вина, срібла та інших цінностей і вбивали тих, хто чинив опір або «не розумів» їхні вимоги.
У місті було зруйновано близько 1 100 будівель, що, за різними оцінками, становить одну шосту або більше однієї п'ятої будівель міста. Ратушу вдалося врятувати, бо тут розташовувався німецький штаб. Близько 248 мирних жителів були вбиті, а більшість із 42 000 жителів міста були силоміць вислані в сільську місцевість, а деяких вигнали з домівок під погрозою зброї. Близько 1 500 жителів міста, в тому числі жінок, дітей і чотирьох заручників, було вивезено до Німеччини в залізничних вагонах для худоби.

## Реакція

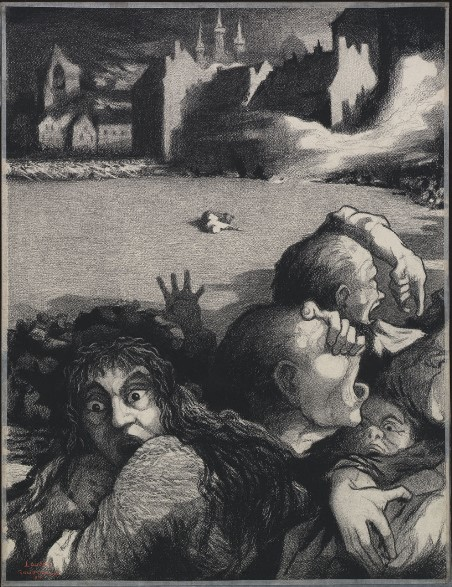
Лувен, бельгійський художник Гісберт Комбаз (1916)

Звірства Німеччини та руйнування культури викликали всесвітнє обурення. Це сильно зашкодило репутації Німеччини в нейтральних країнах. У Британії прем'єр-міністр Г. Г. Асквіт писав, що «спалення Лувена — це найгірше, що [німці] зробили. Це нагадує Тридцятилітню війну… і досягнення Тіллі та Валленштейна». Ірландські націоналісти на чолі з Джоном Редмондом засудили звірства німців. Інтелектуали та журналісти в Італії засудили дії Німеччини, і це сприяло віддаленню Італії від Німеччини та Австрії та дрейфу до союзників. The Daily Mail назвала це «Лувенським Голокостом».
Знищення німцями університетської бібліотеки порушило зобов'язання Німеччини, як країни, що підписала Гаазьку конвенцію 1907 року, що «під час облоги та бомбардувань необхідно вжити всіх необхідних заходів, щоб, наскільки це можливо, зберегти будівлі, присвячені релігії, мистецтву, науці, або благодійним ціліям»; Версальський договір, який завершив Першу світову війну, містив пункт про посилення захисту культурних цінностей.
Університет було знову відкрито в 1919 році, а реконструйована бібліотека була урочисто відкрита в 1927 році. Ректор університету монсіньор Полен Ладез сказав, що «у Лувені німці дискваліфікували себе як націю мислителів». Пам'ятник мученикам був встановлений на муніципальній площі Лувена з видом на мавзолей з останками 138 жертв. Пам'ятник містить кілька панно Марселя Вольферса, які зображують звірства, які німці вчинили проти населення Лувена. Мавзолей був відкритий у 1925 році маршалом Фердинандом Фошем, а серед почесних гостей були входили бельгійська королева Єлизавета та кардинал Дезіре-Жозеф Мерсьє.